# Sprachlernzentrum
Ein Sprachlernzentrum ist eine Einrichtung an Universitäten und Hochschulen, die im Unterschied zum Sprachenzentrum nicht nur Sprachkurse und Sprachprüfungen anbietet, sondern auch selbst Sprachforschung und Sprachdidaktik betreibt.

## Pilotprojekt an der Universität Bonn
Das 1977 von Heinrich P. Kelz gegründete „Sprachlernzentrum der Universität Bonn“ deckt nach eigener Darstellung  Aufgaben im Bereich von Sprachforschung und Lehre ab wie:
- Aspekte des Lernens und Lehrens von Fremdsprachen.
- Erstellung, Erprobung und Adaptierung von Sprachlernmaterialien und Lehrwerken, die Entwicklung von Curricula und Unterrichtsmodellen.
- Durchführung von Bachelor-Lehrgängen in Deutsch als Zweit- und Fremdsprache und Kommunikationswissenschaften.
- Durchführung von Prüfungen zum Erwerb von Sprachzertifikaten.
- Durchführung des Weiterbildungsstudiums für Lehrkräfte im Fach Deutsch als Zweit- und Fremdsprache sowie für Fremdsprachenlehrer in der Erwachsenenbildung.

Das Bonner Sprachlernzentrum wurde Vorbild für weitere Zentren im In- und Ausland. So entstanden Sprachlernzentren in Verbindung mit dem Goethe-Institut und anderen deutschen Kultureinrichtungen an Hochschulen in Russland, der Ukraine, im Kaukasus, in Mittelasien und China.